# Hans-Joachim Tonnellier
Hans-Joachim Tonnellier (* 13. März 1948 in Saarlouis) ist ein deutscher Bankmanager sowie ehemaliger Vorsitzender des Vorstandes und ehemaliger Vorsitzender des Aufsichtsrates der Frankfurter Volksbank.

## Leben
Nach Abschluss der Mittleren Reife besuchte Hans-Joachim Tonnellier von 1965 bis 1967 die Handelsschule und machte von 1967 bis 1969 eine Ausbildung zum Bankkaufmann bei der Kreissparkasse Saarbrücken. In den Jahren 1969 bis 1970 war er Zweigstellenleiter bei der Saar Bank in Saarbrücken. Nach dem Besuch des Meersburg Colleges studierte er von 1972 bis 1974 an der Bankakademie und erwarb den Abschluss Bankfachwirt.
Von 1971 bis 1977 war er Leiter des zentralen Kreditsekretariates bei der DG Bank in Frankfurt am Main, von 1977 bis 1981 Leiter der Niederlassung Frankfurt der ADCA Bank.
Seit 1. März 1981 war er zunächst stellvertretendes, ab 1. Juli 1983 ordentliches Vorstandsmitglied und von 1997 bis April 2012 Vorstandsvorsitzender der Frankfurter Volksbank eG. In seiner Amtszeit hat die Frankfurter Volksbank 13 Genossenschaftsbanken der Region übernommen und die Frankfurter Volksbank zum zweitgrößten Institut im Genossenschaftsbankensektor gemacht. 2012 wurde er Mitglied des Aufsichtsrates und war von 2014 bis 2018 Aufsichtsratsvorsitzender der Frankfurter Volksbank. Mit Ende der Vertreterversammlung 2018 schied Hans-Joachim Tonnellier aufgrund des Erreichens der in der Satzung der Frankfurter Volksbank festgelegten Altersgrenze aus dem Aufsichtsrat der Bank aus.  Heute ist er Ehrenvorsitzender des Aufsichtsrates der Frankfurter Volksbank.

## Ehrenamtliches Engagement
In seiner aktiven Zeit als Vorstandsvorsitzender, Aufsichtsratsmitglied und Aufsichtsratsvorsitzender zeichnete sich Hans-Joachim Tonnellier durch ein vielfältiges ehrenamtliches Engagement aus:
So gehörte Hans-Joachim Tonnellier dem Aufsichtsrat der Bausparkasse Schwäbisch Hall AG und der Münchener Hypothekenbank eG an. Ebenso war er Mitglied des Aufsichtsrates der Nestlé Deutschland GmbH und der Frankfurt Ticket GmbH. Er war Vorstandsmitglied bei Frankfurt Main Finance. Bei der Stiftung Hospital zum heiligen Geist, Frankfurt am Main, bekleidete er ein Pflegeamt. Bei der Frankfurter Gesellschaft für Handel, Industrie und Wissenschaft e. V. war er Schatzmeister.
Darüber hinaus war Hans-Joachim Tonnellier Mitglied im Kuratorium der Vereinigung von Freunden und Förderern der Universität Frankfurt, des Vereins „Frankfurter Domkonzerte e. V.“, der Senckenbergischen Naturforschenden Gesellschaft und der Stiftung Hochschule Sankt Georgen. Von 1999 bis 2004 war er Kuratoriumsmitglied der Stiftung Deutsche Sporthilfe.
Zu seinen Mandaten gehörte auch ein Sitz im Beirat des Königsteiner Forums und bei der Deutschen Flugsicherung GmbH in Langen. Zudem war er Beiratsmitglied der Deutschen Bundesbank, Hauptverwaltung Frankfurt und der Interessengemeinschaft Frankfurter Kreditinstitute sowie der WM-Gruppe.
Von Juni 2007 bis April 2009 war Hans-Joachim Tonnellier Präsident der IHK Frankfurt am Main.
Ebenfalls bekleidete Hans-Joachim Tonnellier das Amt des Vorsitzenden des Vorstandes des Freundeskreises der Philosophisch-Theologischen Hochschule Sankt Georgen. Darüber hinaus gehörte er zum Herausgeberkreis der Zeitschrift "Immobilien und Finanzierung" des Verlags Helmut Richardi GmbH, Frankfurt am Main.
Mitgliedschaften bekleidet Hans-Joachim Tonnellier heute u. a. noch beim Rotary Club Frankfurt/Main-Friedensbrücke sowie im Kuratorium der gemeinnützigen STIFTUNG GIERSCH.

## Auszeichnungen
Im März 2007 erhielt er das Verdienstkreuz am Bande.
Am 17. März 2009 erhielt er die Ehrenplakette der Stadt Frankfurt am Main.
Die Industrie- und Handelskammer Frankfurt am Main zeichnete ihn am 28. September 2011 mit der Ehrenplakette aus. 2003 wurde ihm von der Handwerkskammer Rhein-Main der Goldene Ehrenring verliehen. Am 25. April 2012 wurde ihm der Hessische Verdienstorden und die Raiffeisen/Schulze-Delitzsch-Medaille in Gold verliehen. Die Frankfurter Volksbank zeichnete ihn mit der Goldenen Ehrennadel aus.
Papst Benedikt XVI. ehrte Hans-Joachim Tonnellier am 28. November 2012 mit dem Päpstlichen Gregoriusorden (Ritter) für sein Engagement in Kirche und Wirtschaft, besonders für die Philosophisch-Theologische Hochschule Sankt Georgen.